# Zwartwangagapornis
De zwartwangagapornis (of zwartgezichtagapornis, Agapornis nigrigenis) is een dwergpapegaai  uit de familie van de papegaaien van de Oude Wereld. De soort werd in 1906 door William Lutley Sclater geldig beschreven. Het is een door handel in kooivogels in het verleden en nu vooral door habitatverlies kwetsbaar geworden vogelsoort uit het zuidwesten van Zambia. 

## Kenmerken
Deze dwergpapegaai is 14 cm lang. De vogel heeft zwarte wangen en ziet er bijna hetzelfde uit als de zwartmaskeragapornis (Agapornis personatus) met ook een witte ring om het oog en een helder rode snavel, maar heeft meer oranje op de keel dan de zwartmaskeragapornis.

## Verspreidingsgebied
De zwartwangagapornis is endemisch in het zuidwesten van Zambia, tussen de Kafue rivier in het noorden en de Zambezi in het zuiden. Het leefgebied is loofbos en cultuurland met bomen met in de buurt water zoals rivieren of meren.

## Status
De zwartwangagapornis heeft een beperkt verspreidingsgebied en daardoor is de kans op uitsterven aanwezig. De grootte van de populatie werd in 2016 door BirdLife International geschat op 2,5 tot 10 duizend volwassen individuen. De populatie-aantallen nemen af door vangst voor de kooivogelhandel (maar dat speelde vooral tussen 1930 en 1950),  habitatverlies door veranderingen in het landbouwkundig gebruik en verdroging door klimaatverandering. Om deze redenen staat deze soort als kwetsbaar op de Rode Lijst van de IUCN.
Er gelden beperkingen voor de handel in deze dwergpapegaai, want de soort staat in de Bijlage II van het CITES-verdrag.